# أفينيدا دي مايو

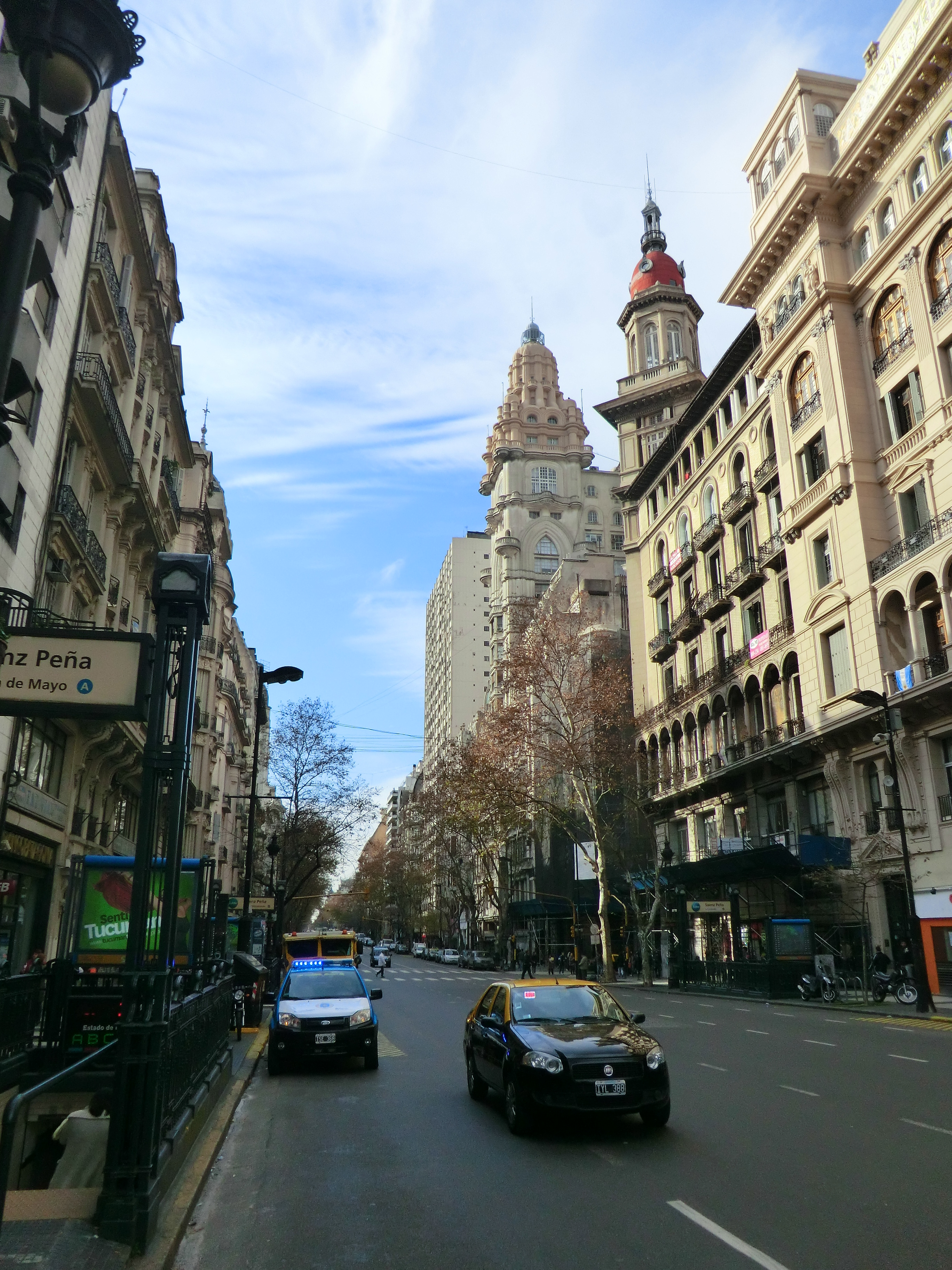

أفينيدا دي مايو أو شارع مايو هو شارع في العاصمة الأرجنتينية بوينس آيرس. يربط شارع بلازا دي مايو مع الكونغرس بلازا، ويمتد 1.5 كم (0.93 ميل) في اتجاه الغرب الشرقي قبل الاندماج في ريفادافيا الجادة. وهو شارع ذو أهمية سياحية واقتصادية.